# La Chaux-en-Bresse
La Chaux-en-Bresse är en kommun i departementet Jura i regionen Bourgogne-Franche-Comté i östra Frankrike. Kommunen ligger i kantonen Chaumergy som tillhör arrondissementet Lons-le-Saunier. År 2022 hade La Chaux-en-Bresse 32 invånare.

## Befolkningsutveckling
Antalet invånare i kommunen La Chaux-en-Bresse
Referens:INSEE